# Callirhipis scapularis
Callirhipis scapularis là một loài bọ cánh cứng trong họ Callirhipidae. Loài này được Laporte de Castelnau miêu tả khoa học đầu tiên năm 1834.